# Amaron

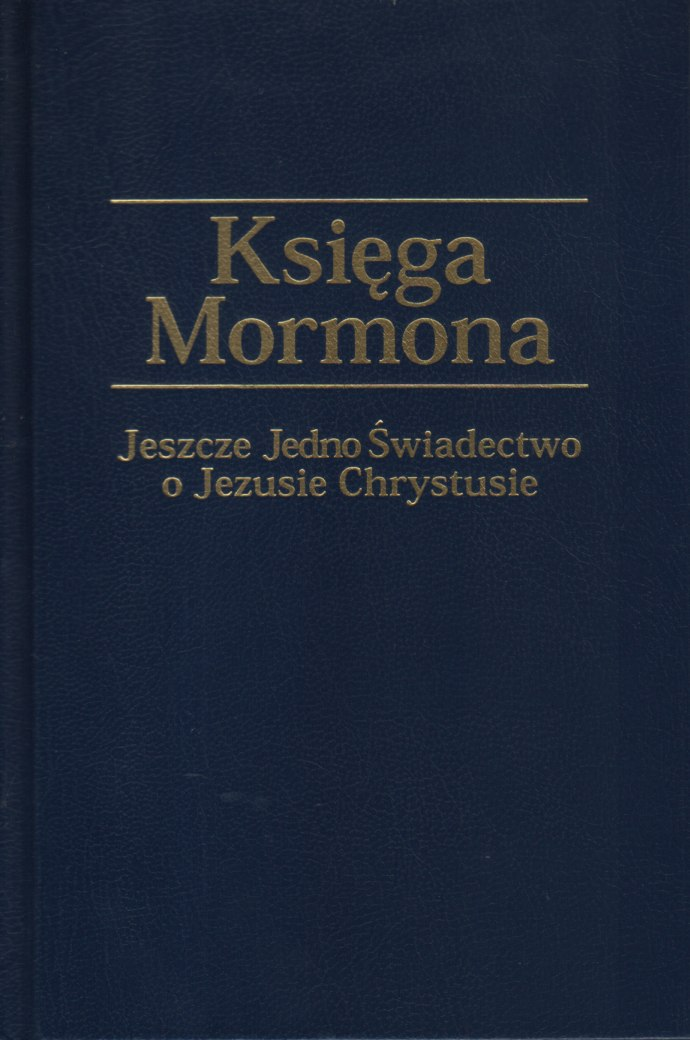
Księga Mormona, jedno z mormońskich pism świętych i jednocześnie źródło przekazu o Amaronie

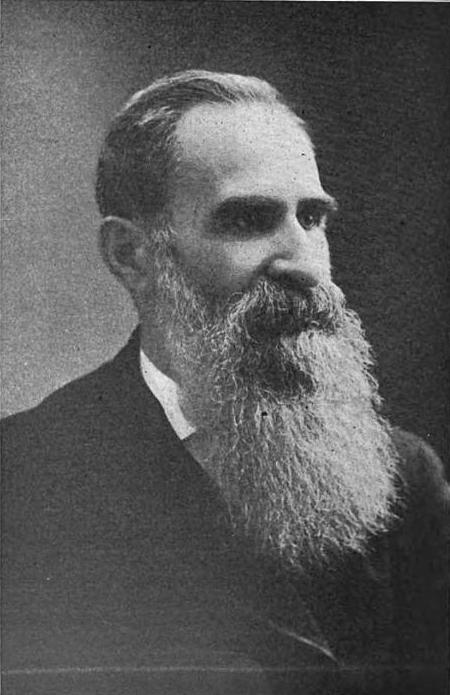
George Reynolds, jeden z pionierów badań nad Księgą Mormona; w swojej pracy A Dictionary of the Book of Mormon, Comprising Its Biographical, Geographical and Other Proper Names (1891) zauważył, że o osobowości Amarona nie ma żadnych informacji

Amaron (deseret 𐐈𐐣𐐈𐐡𐐊𐐤) – w wierzeniach ruchu świętych w dniach ostatnich (mormonów) neficki historyk i skryba. Potomek Jakuba, brata Nefiego, syn Omniego. Odpowiedzialny za sporządzanie przekazywanych pośród Nefitów zapisów, pozostawił po sobie jedynie bardzo lakoniczny materiał. Brat Chemisza. Jego życie oraz prawość są obiektem spekulacji mormońskich teologów. Wykorzystywany jest też przez apologetów tej tradycji religijnej. Imię Amaron występuje wśród wyznających mormonizm Maorysów, sam Amaron natomiast uwieczniony został w szerszej mormońskiej kulturze.

## Wymowa imienia
Wymowa tego imienia wzbudzała pewne zainteresowanie mormońskich badaczy. Zostało ono zresztą ujęte w przewodniku po wymowie, dołączanym do każdego egzemplarza anglojęzycznej wersji Księgi Mormona od 1981.  Źródła wskazują niemniej na znaczną różnicę między wymową preferowaną i powszechną współcześnie a tą z wczesnego okresu kolonizacji terytorium Utah. Pierwotna wymowa, zwłaszcza ta stosowana przez Josepha Smitha, ma pewne znaczenie w badaniach nazw własnych występujących w Księdze Mormona, choć, na gruncie mormońskiej teologii, nie jest w nich czynnikiem decydującym. Do ustalenia wymowy używanej przez Smitha wykorzystuje się między innymi wydanie Księgi Mormona w alfabecie deseret z 1869.
Istnieją wszelako relacje ludzi posługujących w procesie nazywanym przez świętych w dniach ostatnich tłumaczeniem Księgi Mormona, które rzucają światło na to, jak Smith pierwotnie radził sobie z nieznanymi słowami. Hugh Nibley, powołując się na relacje skrybów Smitha, stwierdził, że „nigdy nie wymawiał on takich słów, zawsze poprzestając na ich przeliterowaniu”. Ściśle na gruncie mormońskiej teologii nie próbuje się dociekać pierwotnej wymowy tegoż słowa, podobnie jak nie prowadzi się takowych rozważań wobec słów i nazw nefickich jako takich.
Również na gruncie mormońskiej teologii zauważa się inherentną problematyczność wymowy nazw i imion przynależnych do tej mormońskiej świętej księgi. Ma to wynikać z tego, że żadne z nich nie zostało przekazane Josephowi Smithowi ustnie, z wyjątkiem może imienia Moroniego, który wszak przedstawił się Smithowi w wizji. Z doktrynalnego punktu widzenia sposób, w jaki bohaterowie Księgi Mormona wypowiadali te słowa, pozostał nieznany pierwszemu mormońskiemu przywódcy.

## Umiejscowienie w tekście Księgi Mormona
W ściśle teologicznym sensie relacja o Amaronie zawarta jest w partii materiału określanej mianem mniejszych płyt Nefiego. Na kartach oficjalnych edycji Księgi Mormona, w tym tej obowiązującej od 1981, skryba ten i historyk wspominany jest w bezpośrednio w wersetach trzecim i czwartym Księgi Omniego, pośrednio również w wersecie ósmym. Współcześnie używany system podziału na rozdziały i wersy sięga 1879. W jej pierwszym wydaniu bowiem, opublikowanym w 1830, wzmianki o Amaronie były częścią rozdziału pierwszego Księgi Omniego. Ocenia się, że mówiący o Amaronie materiał został spisany 28 czerwca 1829.

## Rola w tekście Księgi Mormona
Z dostępnego przekazu można wyłuskać stosunkowo niewiele danych na temat Amarona. Wiadomo, że pochodził z rodu Lehiego, jako potomek Jakuba, brata Nefiego. Był synem Omniego i bratem Chemisza Dziadkiem Amarona był Jarom.  Przekazany za jego pośrednictwem fragment jest stosunkowo niewielki, w wydaniach anglojęzycznych liczy zaledwie 154 słowa. Nie zawiera jakichkolwiek wzmianek odnoszących się do Jezusa Chrystusa, co jest zresztą cechą charakterystyczną zapisków nefickich utrwalonych na mniejszych płytach Nefiego przez skrybów następujących po Jaromie. Nie zawiera też żadnego nowego materiału doktrynalnego ani nowych objawień czy proroctw. Komentatorzy wskazywali, że mogło to wskazywać na upadek moralny współczesnych Amaronowi Nefitów, jak również na szerzące się wówczas odstępstwo. Fragment donosi niemniej o zniszczeniu przez Boga bardziej niegodziwej części Nefitów. Starszy George Reynolds w swoim A Dictionary of the Book of Mormon, Comprising Its Biographical, Geographical and Other Proper Names z 1891 zauważył, że na temat osobowości tego skryby i historyka nie ma żadnych informacji. W tej samej publikacji zaznaczał, że Amaron zamieszkiwał ziemię neficką. Pozycja społeczna Amarona, w przeciwieństwie do jego przodków, nie jest do końca jasna. Możliwe jednak, że przynależał do kasty tradycyjnie związanej z wojskowością, co wyjaśniałoby również, dlaczego należał do ludzi piśmiennych. Plemienna i kastowa struktura nefickiego społeczeństwa miała warunkować też to, że piśmienność Amarona wynikała raczej z transmisji rodzinnej niż z indywidualnego wykształcenia.

## W wewnętrznej chronologii Księgi Mormona
Życie Amarona wedle badaczy Księgi Mormona przypada na okres o bardzo niepewnej i niejasnej oraz trudnej do ustalenia chronologii. Jednakże pojawiały się spekulatywne propozycje odnośnie do ram czasowych jego egzystencji, choćby 359–279 p.n.e.. Alvin Knisley ze Zreorganizowanego Kościoła Jezusa Chrystusa Świętych w Dniach Ostatnich w swoim Dictionary of the Book of Mormon z 1909 zakres czasowy całej Księgi umieszczał między rokiem 362 a 130 p.n.e..
Czyniono również bardziej konkretne spekulacje związane z chronologią życia tej postaci. Zakładano na przykład, jakoby pieczę nad płytami otrzymać miał około dwudziestego czwartego roku życia, zatem jako człowiek stosunkowo młody, oraz zachować je aż do sześćdziesiątego drugiego roku życia.

## W mormońskiej teologii oraz w badaniach nad Księgą Mormona
Istnienie Amarona nie znalazło potwierdzenia w źródłach zewnętrznych. Językoznawcy związani z Kościołem Jezusa Chrystusa Świętych w Dniach Ostatnich rozważali etymologię imienia tego nefickiego historyka i skryby, wskazując na jego semickie pochodzenie. Warto zauważyć, że nefickim skrybą i historykiem był również Ammaron, choć zgodnie z przekazem Księgi Mormona postacie te oddziela od siebie kilka stuleci. Hugh Nibley dodawał, że przynależna do tego imienia końcówka -on jest wysoce charakterystyczna dla imion nefickich jako takich.
Lakoniczność zapisu pozostawionego przez Amarona oraz innych skrybów tworzących Księgę Omniego wywoływała wśród mormońskich teologów dyskusje na temat ich prawości. Zauważano tu ślady postępującego i przyspieszonego moralnego upadku, jakkolwiek sam Amaron był też tutaj postrzegany jako bardziej prawy od swego ojca, zatem jako pewien wyjątek od zarysowanego w Księdze Omniego wzorca. Działał niemniej w krańcowych okolicznościach i jako taki może być wpisany w szerszy, obejmujący całą Księgę Mormona wzorzec. Upadek Nefitów w czasach Amarona przywiódł komentatorów do porównań między tym historykiem i skrybą a Eterem, Mormonem, Moronim czy Amalekim. Katastrofalne wydarzenia w nefickich dziejach, które miały miejsce za życia Amarona, miały mu otworzyć oczy, a zarazem wydłużyć zapis, który po sobie pozostawił. Zauważono niemniej, iż nie pozostawił dzieci, co uznawano, pośrednio przynajmniej za symbol duchowego wyczerpania.
Okres, w którym Amaron miał działać, określany bywa mianem wieków ciemnych. Amaron i jego poprzednicy mieli pozostawić po sobie zwyczajne, mało znaczące treści, co odczytywano jako dowód, że zapomnieli o właściwym celu zapisów, jak również, że sprzeniewierzyli się w ten sposób instrukcjom pozostawionym przez Nefiego.
Nie wszystkie interpretacje aktywności Amarona są jednak negatywne. Wskazywano, że jego proroczy status nie powinien był kwestionowany. Dodawano, że pozostał wierny przykazaniu danemu Jakubowi przez Nefiego. Przykazanie to, zawarte w wersetach od pierwszego do czwartego pierwszego rozdziału Księgi Jakuba, zawierało szereg zobowiązań o istotnych teologicznie implikacjach. Usprawiedliwiano preferowaną przez niego i jego przodków zwięzłość tym, że mniejsze płyty Nefiego były już niemal w całości wypełnione, a wyprodukowanie nowych płyt oraz dodanie ich do zbioru mogło być, z kilku różnych powodów, nie do pomyślenia. Lakoniczność preferowana przez Amarona nie powstrzymała go wszakże od zauważenia, iż wypełniło się proroctwo Lehiego o tym, że Nefitom nie będzie się powodziło, jeśli nie będą przestrzegać przykazań.
Zauważono, że Chemisz, kolejny opiekun nefickich zapisów, jako pochodzący z tego samego co Amaron pokolenia, nie chciał dodawać nowego materiału do treści pozostawionej przez brata. Stąd jego słowa są w zasadzie wyłącznie świadectwem o aktywności brata.

## W mormońskiej kulturze
Niezależnie od otaczających go spekulacji etymologicznych i teologicznych znalazł miejsce w mormońskiej kulturze. Imię Amaron (w zapisie Amarona) występuje wśród wyznających mormonizm Maorysów. Starszy Boyd K. Packer, członek Kworum Dwunastu Apostołów, wspomniał Amarona w swoim przemówieniu z kwietnia 1986, poświęconym Księdze Mormona. Starszy Russell M. Nelson, wówczas również posługujący w Kworum Dwunastu Apostołów, wspomniał Amarona w swoim przemówieniu z października 1999 poświęconym świadectwu tego świętego dla mormonizmu tekstu.
Amarona, wraz z innymi skrybami tworzącymi treść Księgi Omniego, uwieczniono w Illustrated Stories from the Book of Mormon - Volume 4 wydanej w 2018.